# Ag2r La Mondiale/Saison 2013
Dieser Artikel listet Erfolge und Fahrer des Radsportteams Ag2r La Mondiale in der Saison 2013 auf.

## Erfolge in der UCI World Tour
In der Saison 2013 gelangen dem Team nachstehende Erfolge in der UCI World Tour.
| Datum    | Rennen                    | Fahrer            |
| -------- | ------------------------- | ----------------- |
| 18. Juli | 18. Etappe Tour de France | Christophe Riblon |
| 28. Juli | 2. Etappe Tour de Pologne | Christophe Riblon |

## Erfolge in der UCI Europe Tour
In der Saison 2013 gelangen dem Team nachstehende Erfolge in der UCI Europe Tour.
| Datum         | Rennen                          | Kat. | Fahrer                 |
| ------------- | ------------------------------- | ---- | ---------------------- |
| 3. Februar    | 5. Etappe Étoile de Bessèges    | 2.1  | Samuel Dumoulin        |
| 9. Februar    | 4. Etappe Tour Méditerranéen    | 2.1  | Jean-Christophe Péraud |
| 3. März       | Roma Maxima                     | 1.1  | Blel Kadri             |
| 16. April     | 1a. Etappe Giro del Trentino    | 2.HC | Maxime Bouet           |
| 25. Mai       | Grand Prix de Plumelec-Morbihan | 1.1  | Samuel Dumoulin        |
| 9.–13. August | Gesamtwertung Tour de l’Ain     | 2.1  | Romain Bardet          |

## Abgänge – Zugänge
| Zugänge              | Team 2012                     | Abgänge                        | Team 2013                  |
| -------------------- | ----------------------------- | ------------------------------ | -------------------------- |
| Walentin Iglinski    | Astana Pro Team               | Nicolas Roche                  | Team Saxo-Tinkoff          |
| Steve Chainel        | FDJ-Big Mat                   | Gregor Gazvoda                 | Champion System            |
| Jauheni Hutarowitsch | FDJ-Big Mat                   | Romain Lemarchand              | Cofidis, Solutions Crédits |
| Davide Appollonio    | Sky ProCycling                | Martin Elmiger                 | IAM Cycling                |
| Carlos Betancur      | Acqua & Sapone                | Kristof Goddaert               | IAM Cycling                |
| Samuel Dumoulin      | Cofidis, le Crédit en Ligne   | Sébastien Hinault              | IAM Cycling                |
| Domenico Pozzovivo   | Colnago-CSF Inox              | Amir Zargari                   | Azad University Giant Team |
| Hugo Houle           | SpiderTech-C10                | Boris Schpilewski              | Lokosphinx                 |
| Gediminas Bagdonas   | An Post-Sean Kelly            | Jimmy Casper                   | EC Raismes Petite-Forêt    |
| Julian Kern          | Leopard-Trek Continental Team | Mathieu Perget                 | US Montauban Cyclisme 82   |
| Axel Domont          | Neoprofi                      | Steve Houanard                 | Dopingsperre               |
|                      |                               | Sylvain Georges (bis 11. Juni) | Dopingsperre               |

## Mannschaft
| Name                   | Geburtstag          | Nationalität |              |
| ---------------------- | ------------------- | ------------ | ------------ |
| Davide Appollonio      | 2. Juni 1989        | Italien      |              |
| Gediminas Bagdonas     | 26. Dezember 1985   | Litauen      |              |
| Romain Bardet          | 9. November 1990    | Frankreich   |              |
| Manuel Belletti        | 14. Oktober 1985    | Italien      |              |
| Julien Bérard          | 27. Juli 1987       | Frankreich   |              |
| Carlos Betancur        | 13. Oktober 1989    | Kolumbien    |              |
| Guillaume Bonnafond    | 23. Juni 1987       | Frankreich   |              |
| Maxime Bouet           | 3. November 1986    | Frankreich   |              |
| Steve Chainel          | 6. September 1983   | Frankreich   |              |
| Mickaël Chérel         | 17. März 1986       | Frankreich   |              |
| Axel Domont            | 7. August 1990      | Frankreich   |              |
| Samuel Dumoulin        | 20. August 1980     | Frankreich   |              |
| Hubert Dupont          | 13. November 1980   | Frankreich   |              |
| John Gadret            | 22. April 1979      | Frankreich   |              |
| Ben Gastauer           | 14. November 1987   | Luxemburg    |              |
| Hugo Houle             | 27. September 1990  | Kanada       |              |
| Jauheni Hutarowitsch   | 29. November 1983   | Belarus      |              |
| Walentin Iglinski      | 12. Mai 1984        | Kasachstan   |              |
| Blel Kadri             | 3. September 1986   | Frankreich   |              |
| Julian Kern            | 28. Dezember 1989   | Deutschland  |              |
| Sébastien Minard       | 12. Juni 1982       | Frankreich   |              |
| Lloyd Mondory          | 26. April 1982      | Frankreich   |              |
| Matteo Montaguti       | 6. Januar 1984      | Italien      |              |
| Rinaldo Nocentini      | 25. September 1977  | Italien      |              |
| Jean-Christophe Péraud | 22. Mai 1977        | Frankreich   |              |
| Domenico Pozzovivo     | 30. November 1982   | Italien      |              |
| Anthony Ravard         | 28. September 1983  | Frankreich   |              |
| Christophe Riblon      | 17. Januar 1981     | Frankreich   |              |
| Stagiaires             | Stagiaires          | Nationalität | Nationalität |
| Frédéric Brun          | Frédéric Brun       | Frankreich   |              |
| Gabriel Chavanne       | Gabriel Chavanne    | Schweiz      |              |
| Pierre-Roger Latour    | Pierre-Roger Latour | Frankreich   |              |